# FPV F6
O FPV F6 é um veículo produzido desde 2004 na Austrália pela empresa Ford Performance Vehicles. Ele é um derivado de alta performance do Ford Falcon, em 2008 foi relançado como parte da Série FG, e é disponibilizado em duas versões F6 Typhoon um sedã e F6 Tornado uma picape.
A Força Policial de New South Wales e o Serviço Policial de Queensland usam o FPV F6 como veículos de patrulha de autoestrada.

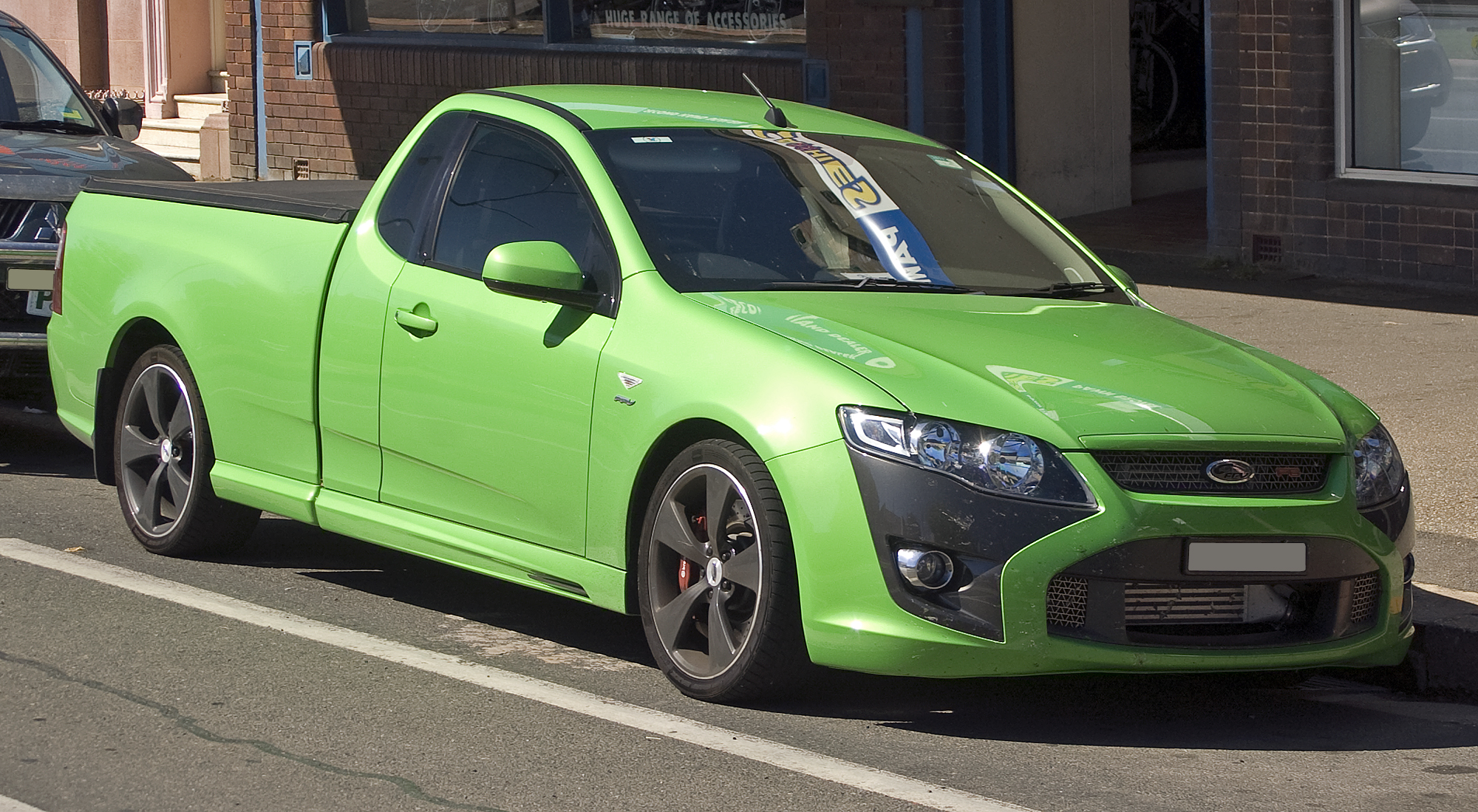
FPV FG F6 Ute